# 勝川口駅
勝川口駅（かちがわぐちえき）は、かつて愛知県東春日井郡勝川町勝川（現在の春日井市）に存在した名古屋鉄道（名鉄）勝川線の駅（廃駅）である。

## 歴史
- 1931年（昭和6年）
  - 2月11日 : 名岐鉄道城北線の味鋺駅 - 新勝川駅間開業により設置。
  - 4月29日 : 路線名改編により味鋺駅 - 新勝川駅間は勝川線に改称。当駅は同線の駅となる。
- 1935年（昭和10年）8月1日 : 合併により名古屋鉄道の駅となる。
- 1936年（昭和11年）4月8日 : 勝川線が休止となる。
- 1937年（昭和12年）2月1日 : 勝川線の廃止により廃駅となる。

## 駅跡地
区画整理の影響で駅の痕跡は残っていない。駅の跡地は国道19号（春日井バイパス）と名古屋第二環状自動車道（国道302号（名古屋環状2号線））との交差点（勝川町4丁目）付近であり、JR中央本線 勝川駅からは南西約600mの位置である。跡地には名鉄BMW勝川サービスセンターが建っている。国道19号の春日井バイパスが整備されるまではホームが残っていた。

## 隣の駅
名古屋鉄道
勝川線
味鋺駅 - 勝川口駅 - 新勝川駅